# Chionopappus benthamii
Chionopappus benthamii S.F.Blake, 1935 è una pianta angiosperma dicotiledone della famiglia delle Asteraceae. Chionopappus benthamii è anche l'unica specie del genere Chionopappus Benth., 1873.

## Descrizione
L'habitus delle pianta di questa voce è arbustivo. I fusti sono tomentoso-aracnoidi e probabilmente non contengono latice.
Le foglie in genere sono disposte lungo il fusto in modo opposto e sono fuse nella guaina. La lamina è intera: da lanceolata a ovata con bordi più o meno continui. Le venature sono trinervate. La superficie può variare da liscia a bollosa.
L'infiorescenza, di tipo dicasiale semplice, è formata da capolini di tipo radiato eterogamo. La struttura dei capolini è quella tipica delle Asteraceae: un peduncolo (corto o lungo) sorregge un involucro a forma campanulata composto da 50 - 55 squame (o brattee) disposte in circa 5 serie in modo embricato e scalato che fanno da protezione al ricettacolo  sul quale s'inseriscono due tipi di fiori: quelli esterni ligulati, disposti a raggiera e quelli interni tubulosi molto più numerosi. Il ricettacolo è formato da pagliette simili a cinghie.
I fiori sono tetra-ciclici (ossia sono presenti 4 verticilli: calice – corolla – androceo – gineceo) e pentameri (ogni verticillo ha in genere 5 elementi). I fiori si dividono in due tipi: del raggio e del disco. I fiori del raggio (ligulati e zigomorfi circa 40) sono di solito femminili e fertili. I fiori del disco (tubulosi e actinomorfi da 75 a 125) sono in genere ermafroditi.
- Formula fiorale:

*/x K {\displaystyle \infty }, [C (5), A (5)], G 2 (infero), achenio
- Calice: i sepali del calice sono ridotti ad una coroncina di squame.

- Corolla: le ligule delle corolle dei fiori del raggio hanno delle forme da lineari a ellittico-oblunghe (a volte sono ben sviluppate) e terminano con tre denti, sono colorate di rosso e sono glabre; le gole dei fiori del disco sono ampie fin dalla base, mentre i lobi sono allungati e lineari.

- Androceo: gli stami sono 5 con filamenti liberi e distinti, mentre le antere sono saldate in un manicotto (o tubo) circondante lo stilo. Le teche delle antere alla base hanno delle corte code. Il polline è ricoperto da spine in modo uniforme. Il polline è sferico, e tricolporato, echinato.

- Gineceo: lo stilo è filiforme, mentre gli stigmi dello stilo sono due, brevi e divergenti. L'ovario è infero uniloculare formato da 2 carpelli. Gli stigmi in genere sono corti e filiformi ed hanno la superficie stigmatica (papille) interna. La parte superiore dello stilo può essere pelosa (quella basale è glabra).

I frutti sono degli acheni con pappo. La forma dell'achenio varia da oblunga a prismatica a 8 - 10 coste; la superficie è minutamente setolosa. Gli acheni contengono dei rafidi allungati. Il pappo, persistente, più o meno a due serie, è formato da 8 - 10 setole piumose.

## Biologia
- Impollinazione: l'impollinazione avviene tramite insetti (impollinazione entomogama tramite farfalle diurne e notturne).
- Riproduzione: la fecondazione avviene fondamentalmente tramite l'impollinazione dei fiori (vedi sopra).
- Dispersione: i semi (gli acheni) cadendo a terra sono successivamente dispersi soprattutto da insetti tipo formiche (disseminazione mirmecoria). In questo tipo di piante avviene anche un altro tipo di dispersione: zoocoria. Infatti le brattee dell'involucro possono agganciarsi ai peli degli animali di passaggio disperdendo così anche su lunghe distanze i semi della pianta.

## Distribuzione e habitat
La distribuzione delle piante di questa specie è relativa al Perù.

## Tassonomia
La famiglia di appartenenza di questa voce (Asteraceae o Compositae, nomen conservandum) probabilmente originaria del Sud America, è la più numerosa del mondo vegetale, comprende oltre 23 000 specie distribuite su 1 535 generi, oppure 22 750 specie e 1 530 generi secondo altre fonti (una delle checklist più aggiornata elenca fino a 1 679 generi). La famiglia attualmente (2021) è divisa in 16 sottofamiglie.

### Filogenesi
Le piante di questa voce appartengono alla tribù Liabeae della sottofamiglia Vernonioideae. Questa assegnazione è stata fatta solo ultimamente in base ad analisi di tipo filogenetico sul DNA delle piante. Precedenti classificazioni descrivono queste piante nella sottofamiglia Cichorioideae oppure (ancora prima) i vari membri di questo gruppo, a dimostrazione della difficoltà di classificazione delle Liabeae, erano distribuiti in diverse tribù: Vernonieae, Heliantheae, Helenieae, Senecioneae e Mutisieae.
Le seguenti caratteristiche sono condivise dalla maggior parte delle specie della tribù:
- nei fusti è frequente la presenza di lattice;
- le foglie hanno una disposizione opposta e spesso sono fortemente trinervate con superfici inferiori tomentose;
- il colore dei fiori del raggio e del disco sono in prevalenza gialli o tonalità vicine;
- le corolle del disco sono profondamente lobate;
- le basi delle antere sono calcarate;
- le superfici stigmatiche sono continue all'interno dei rami dello stilo;
- il polline è spinoso e sferico.

Il genere di questa voce è descritto nella sottotribù Paranepheliinae H. Rob., 1983, una delle quattro sottotribù di Labieae. La sottotribù si trova nel "core" della tribù, e insieme alla sottotribù Munnoziinae formano un "gruppo fratello" (entrambe le sottotribù sono state le ultime a divergere). Il genere Chionopappus all'interno della sottotribù fa parte di un gruppo monofiletico formato dai genere Erato, Philoglossa e Chionopappus. In particolare la specie di questa voce gli altri due generi forma un "gruppo fratello".
Le specie di questo genere sono individuate dai seguenti caratteri:
- il portamento varia da subarbustivo a arbustivo;
- il ricettacolo è formato da pagliette;
- il colore della corolla è rosso;
- gli acheni sono prismatici a 8 - 10 coste;
- il pappo, persistente, è formato da setole piumose.

In precedenti ricerche questo genere era descritto all'interno della sottotribù Liabinae o anche Munnoziinae. Recenti studi filogenetici sul DNA delle specie della tribù hanno tuttavia rimesso in discussione le circoscrizioni delle due sottotribù Munnoziinae e Paranepheliinae in quanto in alcuni conteggi del DNA i generi Erato, Chionopappus e Philoglossa risultano formare con le specie della sottotribù Munnoziinae un "gruppo fratello" rendendo così le due sottotribù parafiletiche.
Il numero cromosomico delle specie di questo gruppo è: 2n = circa 18.